# Liste der Straßen und Plätze in Kiel/C

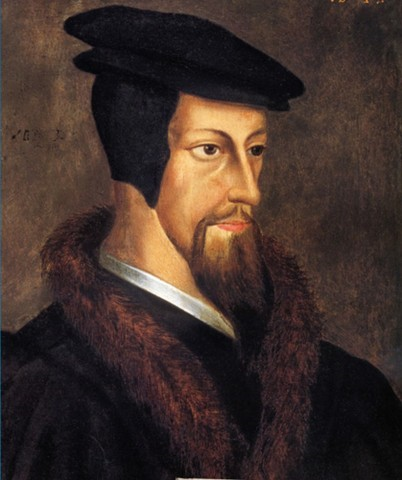
Johannes Calvin

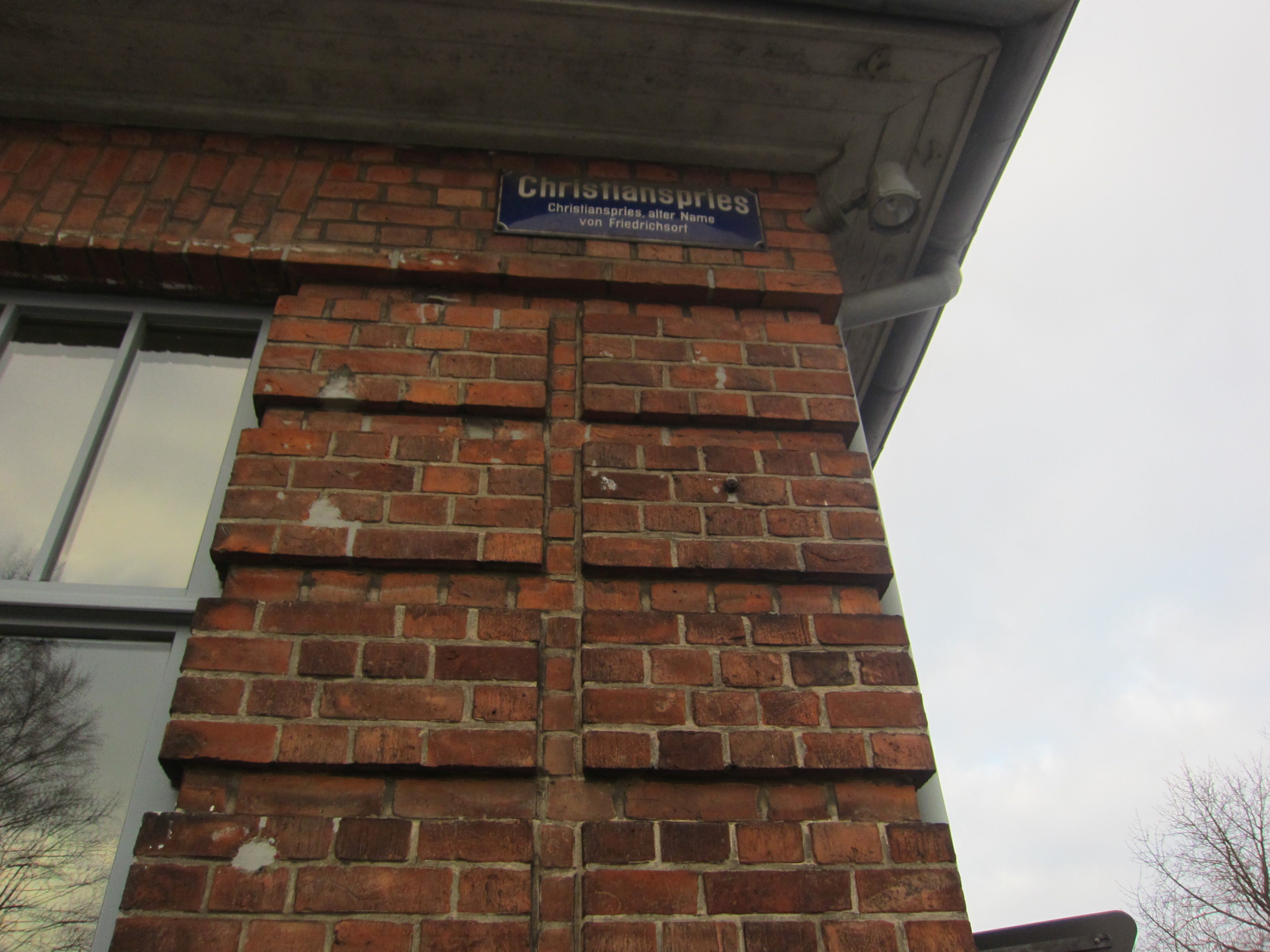
Straßenschild „Christianspries“ mit Erklärung

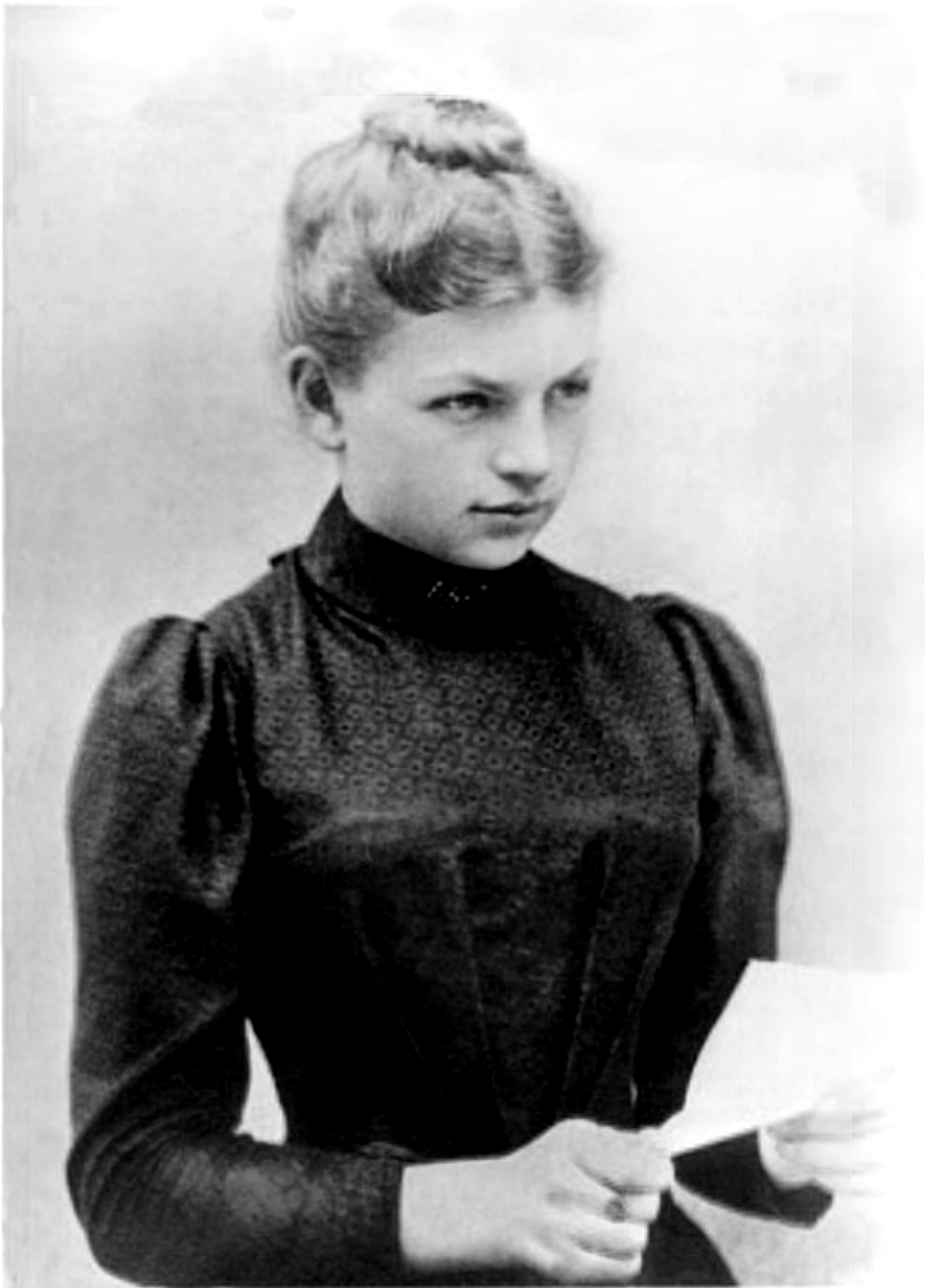
Clara Immerwahr

Cacabellenweg, Ravensberg
angelegt als Mühlenweg, 1880 in Cacabellenweg umbenannt nach der Cacabellenkoppel beiderseits der Eckernförder Chaussee, hier wurde eine für das Cacabellenbier benötigte Pflanze angebaut.
Calvinstraße, Südfriedhof
1905 nach Johannes Calvin benannt.
Caprivistraße, Düsternbrook
1899 nach Georg Leo Graf von Caprivi benannt.
Carl-Loewe-Weg, Düsternbrook
1905 nach Johann Carl Gottfried Loewe benannt.
Carl-Peters-Straße, Neumühlen-Dietrichsdorf
1939 nach Carl Peters benannt, 2007 in Albert-Schweitzer-Weg umbenannt.
Charles-Roß-Ring, Steenbek-Projensdorf
1962 nach Charles Roß benannt.

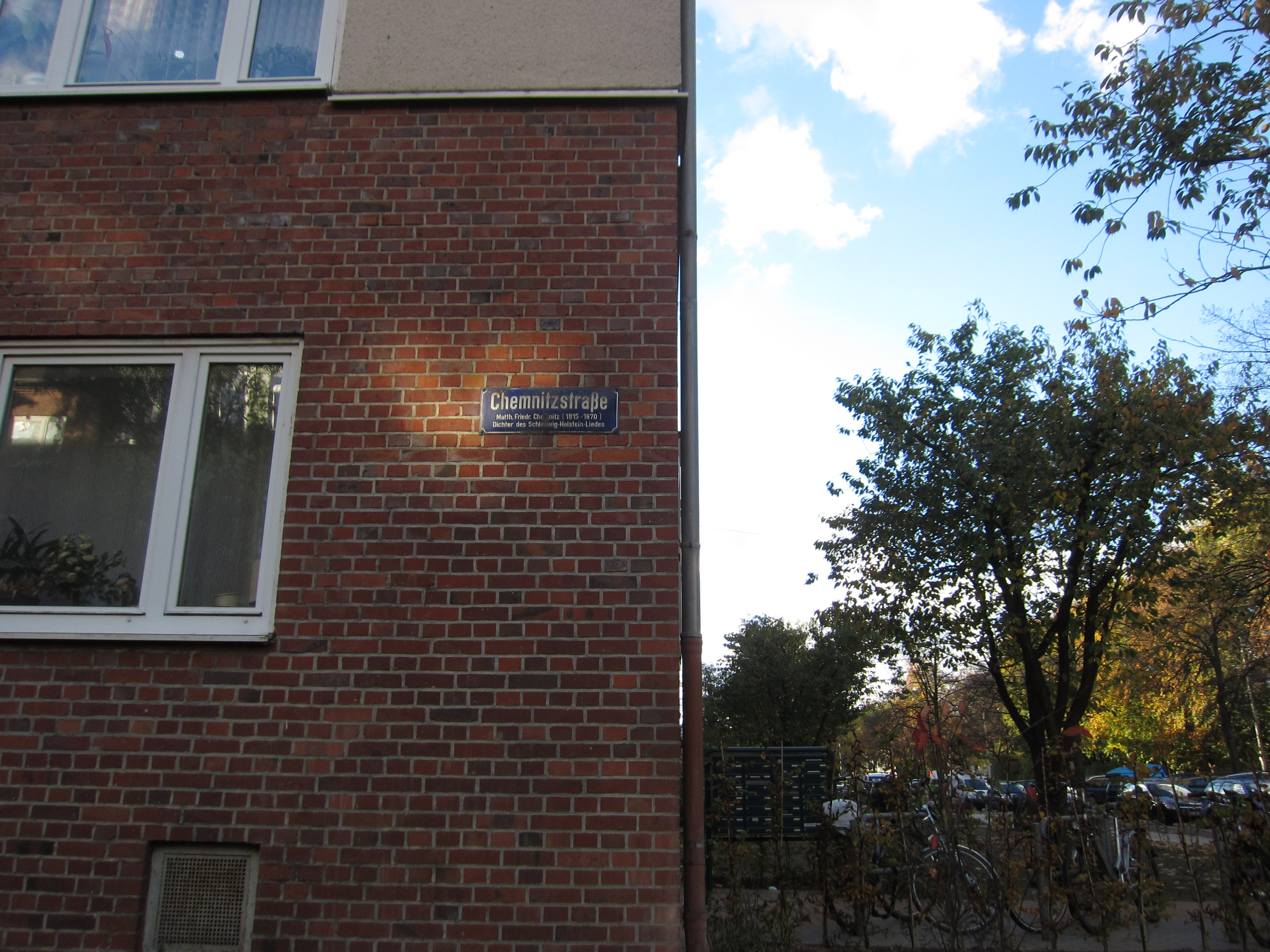
Straßenschild „Chemnitzstraße“ mit Erklärung

Chemnitzstraße, Südfriedhof, Schreventeich
1902 nach Matthäus Friedrich Chemnitz benannt.

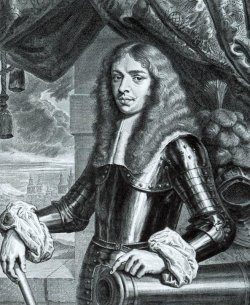
Christian Albrecht von Schleswig-Holstein-Gottorf

Christian-Albrechts-Platz, Ravensberg
1979 nach Christian Albrecht (Schleswig-Holstein-Gottorf) benannt.
* Christianistraße, Brunswik
1880 nach Konrad Christiani (1732–1795) benannt. Im Zweiten Weltkrieg zerstört.
Christianistraße, Hassee
1962 nach Konrad Christiani benannt, Ratsapotheker und Senator in Kiel.
Christian-Kruse-Straße, Stinkviertel
1902 nach Konsul Johann Christian Martin Kruse benannt.
Christianstraße, Wellingdorf
1908 Name durch Gemeinderat beschlossen, 1910 wird die Straße in die Wischhofstraße einbezogen.
Christianspries, Friedrichsort
angelegt als Holtenauer Straße, 1789 bereits auf der Topographisch Militärischen Charte des Herzogtums Holstein (1789–1796) Nr. 11 von Major Gustav Adolf von Varendorf eingezeichnet. Alter Name von Friedrichsort, siehe auch Festung Christianspries.
Christinenweg, Ravensberg
1981 wurde der Fußweg auf dem Universitätsgelände nach Christine – eine beliebte Kurzbezeichnung für Christina Albertina, d. h. der Christian-Albrechts-Universität – benannt.
Clara-Immerwahr-Straße, Wellsee
1994 nach Clara Immerwahr benannt.
Clasenhörn, Hassee
1936 nach einer Flurbezeichnung benannt.
Claudiusstraße, Exerzierplatz, Südfriedhof
1909 nach Matthias Claudius benannt, 1923 aufgehoben – Gelände von Schützenpark und Stadtkloster.
Claudiusstraße, Pries
1920 angelegt als Hebbelstraße, 1925 nach der Gemeindung von Pries nach Kiel in Claudiusstraße umbenannt.
Clausewitzstraße, Blücherplatz
1936 angelegt als Hipperstraße, 1938 nach Carl von Clausewitz in Clausewitzstraße umbenannt.
Claus-Sinjen-Straße, Mettenhof, Hasseldieksdamm
1974 nach Claus Sinjen (25. April 1853 bis 24. August 1937) benannt, Amts- und Gemeindevorsteher in Kronshagen von 1892 bis 1910.
Clematisgarten, Meimersdorf
2008 Name mit Bezug auf den Begriff Meimersdorf-Gartenstadt festgelegt.